# بيانات متبقية

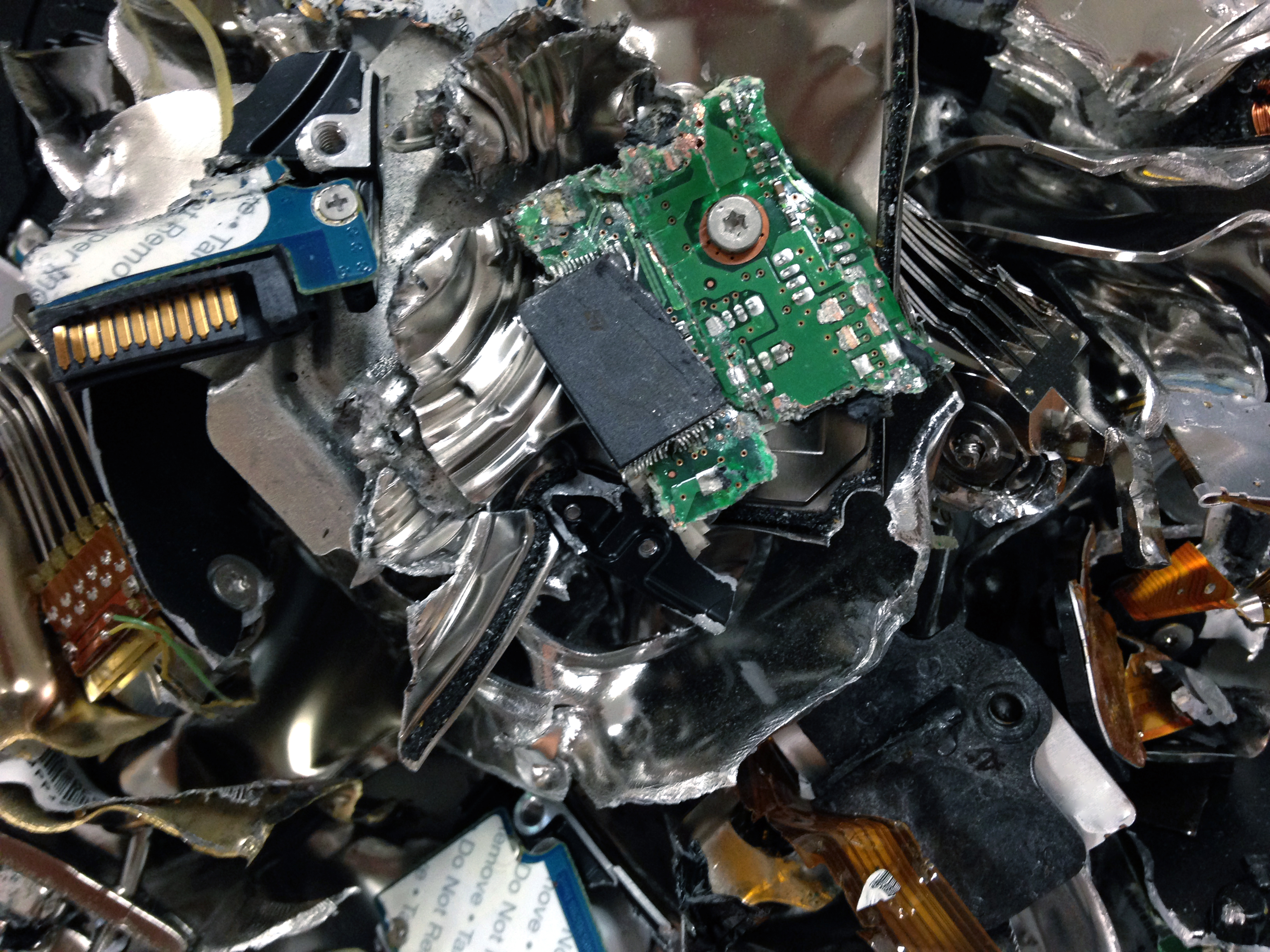

 البيانات المتبقية (بالإنجليزية: Data remanence)‏ هي بقايا بيانات لا تزال موجودة حتى بعد بذل محاولات لإزالة البيانات أو محوها. وقد ينتج هذا التبقّي من ترك البيانات في حالة سليمة عن طريق عملية حذف ملف اسمية أو عن طريق إعادة التهيئة لأحد وسائط التخزين الذي لم يتم فيه إزالة بيانات سبق كتابتها عليه أو من خلال خصائص مادية لوسيط التخزين تسمح باسترداد البيانات التي سبق كتابتها. وبشكل غير مقصود، قد تمكن البيانات المتبقية من الكشف عن معلومات حساسة، حيث لابد لوسائط التخزين أن تنتقل إلى بيئة لا ضبط فيها (كرميه في سلة المهملات أو إعطائه لطرف ثالث).
تم تطوير العديد من التقنيات لمجابهة البيانات المتبقية. وتصنف هذه التقنيات إلى المسح والتطهير أو التعقيم والإتلاف، وأساليب محددة تشمل الكتابة الفوقية وإزالة المغنطة والتشفير والإتلاف المادي.
يمكن أن يستصعب إيجاد تطبيق فعال ذا إجراءات مضادة بسبب عدة عوامل منها الوسائط التي يتعذر الوصول إليها والوسائط التي لا يمكن مسحها بفعالية ونظم التخزين المتطورة التي تحتفظ بتواريخ للبيانات خلال دورة حياة البيانات وبقاء البيانات في ذاكرة تعد عادةً متطايرة.
توجد العديد من المعايير لضمان إزالة البيانات والتخلص من البيانات المتبقية.

## المسببات
توفر العديد من نظم التشغيل ومديرات الملفات وغيرها من البرمجيات خاصية لا يتم بها حذف الملف مباشرة عندما يطلب المستخدم هذا الإجراء. فبدلاً من ذلك يُنقل الملف إلى منطقة حفظ للسماح للمستخدم بالتراجع عن الخطأ بسهولة. وبالمثل تنشئ العديد من المنتجات البرمجية تلقائياً نسخاً احتياطية للملفات التي يتم تحريرها، سامحة للمستخدم باستعادة النسخة الأصلية أو الاسترداد إثر تهنيق محتمل (ميزة الحفظ التلقائي).
وحتى عندما لا تتوفر ميزة جلية للاحتفاظ بالملف المحذوف أو عندما لا يستخدمها المستخدم فإن أنظمة التشغيل في الواقع لا تزيل محتويات ملف عند حذفه، وبدلاً من ذلك تقوم وبكل بساطة بحذف مدخلة الملف من مجلد نظام الملفات لأن ذلك يتطلب عملاً أقل وبالتالي يكون أسرع. تبقى محتويات الملف - البيانات الفعلية- على وسيط التخزين، وسوف تظل البيانات هناك حتى يعيد نظام التشغيل استخدام المساحة لبيانات جديدة. كما يُخلف في بعض الأنظمة ما يكفي من البيانات الوصفية لنظام الملفات التي تسمح بالتراجع عن الحذف بسهولة بواسطة أداة برمجية متوفرة غالباً. حتى عندما يصبح التراجع عن الحذف مستحيلاً يمكن قراءة البيانات، إلى أن يتم الكتابة الفوقية عليها، بواسطة برنامج يقرأ قطاع القرص مباشرة. وغالباً ما توظِّف العلوم الجنائية في الحاسب الآلي مثل هذه البرامج.
وبالمثل فإن التهيئة أو التجزئة أو استعادة صورة سابقة للنظام لا تضمن دائماً الكتابة لكل جزء في القرص، بالرغم من أنها جميعها تتسبب في أن يبدو القرص فارغاً أو، في حالة استعادة صورة سابقة، فارغاً باستثناء الملفات الموجودة في الصورة السابقة، وذلك لمعظم البرمجيات.
أخيراً وحتى عندما تتم الكتابة الفوقية على وسيط تخزين فإن الخصائص المادية للوسيط قد تجعل من الممكن استعادة المحتويات السابقة. لكن في معظم الحالات لا يمكن إجراء هذه الاستعادة بمجرد القراءة من وسيط التخزين بالطريقة المعتادة بل يتطلب ذلك استعمال تقنيات معملية كتفكيك الجهاز والوصول/القراءة المباشرة من عناصره.
يقدم قسم التعقيدات إيضاحاً إضافياً لأسباب البيانات المتبقية.

## الإجراءات المضادة
توجد ثلاث مستويات متعارف عليها بشكل عام لإزالة البيانات الباقية:

### المسح
المسح هو إزالة البيانات الحساسة من أجهزة التخزين بطريقة تضمن أن هذه البيانات لا يمكن إعادة تكوينها باستخدام وظائف النظام العادية أو أدوات استرداد ملفات/بيانات برمجية. قد تبقى البيانات قابلة للاسترداد لكن ليس بدون تقنيات معملية خاصة.
يعد المسح عادة حماية إدارية من الكشف العرضي للبيانات داخل منظمة. فمثلاً يمكن «مسح» محتويات القرص الصلب قبل إعادة استخدامه داخل المنظمة للحيلولة دون كشف البيانات العرضي للمستخدم التالي.

### التطهير
التطهير أو  التعقيم  هو إزالة البيانات الحساسة من نظام أو جهاز تخزين بهدف أن لا يمكن إعادة تكوين البيانات بأي تقنية معروفة. يتم التطهير غالباً، بما يتناسب مع حساسية البيانات، قبل فقدان السيطرة على الوسيط كأن يكون قبل رمي الوسيط القديم أو نقل الوسيط إلى حاسوب بمتطلبات أمان مختلفة.

### الإتلاف
يتم الإتلاف المادي لوسيط التخزين في هذه الحالة التي تتفاوت فيها فاعلية هذا الإتلاف. وبحسب كثافة التسجيل للوسيط و/أو طريقة الإتلاف فقد يترك الإتلاف المادي البيانات قابلة للاسترداد بتقنيات معملية. في المقابل يعتبر الإتلاف المادي الذي يتم فيه استخدام تقنيات مناسبة الوسيلة المتاحة الأكثر أماناً.

## طرق خاصة

### الكتابة الفوقية
من الطرق الشائعة المستخدمة لمواجهة البيانات المتبقية الكتابة الفوقية لبيانات جديدة على وسيط التخزين، ما يسمى غالباً  بطمس أوتمزيق ملف أو قرص. ولأن مثل هذه الطرق يمكن لها غالباً أن تطبق في برنامج وحده، كما يمكن أن تكون قادرة على الاستهداف الانتقائي لجزء واحد من الوسيط، فهي خيار شائع وقليل التكلفة لبعض التطبيقات. وبشكل عام فالكتابة الفوقية من الطرق المقبولة للمسح مادام الوسيط قابلاً للكتابة وليس معطوباً.
تَكتب أسهل تقنية للكتابة الفوقية ذات البيانات في كل مكان- غالباً ما تكون بنمط أصفار فقط. فعلى الأقل سيمنع ذلك من استرجاع البيانات بسهولة عن طريق القراءة من الوسيط ثانية باستخدام وظائف النظام القياسية.
وفي محاولة لمجابهة تقنيات استعادة البيانات المتقدمة، غلبت التوصية بأنماط خاصة للكتابة الفوقية ومرات حذف متعددة. وقد تكون أنماط عامة تهدف لمحو أي أثر توقيعات، مثل نمط الحذف السباعي: 0xF6, 0x00, 0xFF، عشوائي، 0x00, 0xFF، عشوائي; والذي ينسب خطأ في بعض الأحيان إلى معيار الولايات المتحدة DOD_5220.22-M.
من أحد تحديات الكتابة الفوقية أنه قد لا يمكن الوصول لبعض أجزاء القرص بسبب تهالك الوسيط أو أخطاء أخرى. كما قد تكون الكتابة الفوقية لبرنامج ذات إشكالية في البيئات عالية الأمان والتي تتطلب ضبطاً أقوى لامتزاج البيانات من الذي يمكن توفيره بالبرنامج المستخدم. بالإضافة إلى أن الاستخدام لتقنيات تخزين متقدمة قد يجعل من الكتابة الفوقية على أساس الملفات وسيلة غير فعالة. [بحاجة لمصدر]

#### إمكانية استعادة البيانات المكتوب فوقها
في منتصف التسعينات من عام ألف وتسعمائة بحث بيتر غوتمان عن استعادة البيانات من وسيط كُتب فوقه جزئياً، حيث رأى أن مجهر القوة المغناطيسية قد يكون قادراً على استعادة هذه البيانات وطور أنماطاً خاصة، لتقنيات محرك أقراص معينة، مصممة لمجابهتها. وقد أصبحت هذه الأنماط تعرف «بطريقة غوتمان».
قال دانيال فينبرج، وهو خبير اقتصادي في المكتب القومي للأبحاث الاقتصادية، أن تغييرات البيانات المكتوب فوقها والمستعادة من قرص صلب حديث تصل إلى حد «الأسطورة الحضارية». كما أشار أيضاً إلى «ثغرة ½ 18دقيقة» التي أنشأتها روز ماري وودز على شريط لريتشارد نيكسون يناقش اقتحام ووترغيت. لم يتم استعادة المعلومات الممسوحة وقد ادعى فينبرج أن فعل ذلك سيكون مهمة سهلة مقارنة بالاستعادة من إشارة رقمية حديثة عالية الكثافة.
في نوفمبر عام 2007 اعتبرت وزارة الدفاع الأمريكية الكتابة الفوقية وسيلة مقبولة لمسح الوسائط الممغنطة داخل نفس المنطقة/النطاق الأمني لكن ليس كوسيلة تطهير. بل إن الطريقة المقبولة لذلك هي إزالة المغنطة والإتلاف المادي فقط.
من ناحية أخرى ووفقاً لنشرة المعهد الوطني للمعايير والتكنولوجيا 2006 الخاصة 800-88 (ص.7) «: أظهرت الدراسات أنه يمكن مسح معظم الوسائط اليوم بكتابة فوقية لمرة واحدة» و«بالنسبة لمحركات الأقراص ذات المقابس التقنية المتقدمة ATA المنتجة بعد 2001 (تزيد عن 15 غيغابايت) يتقارب مصطلحا المسح والتطهير.» كما استنتج رايت ات آل أيضاً إثر تحليل قام به عن تقنيات الاستعادة، والتي تتضمن مجهر القوة المغناطيسية، أن كل ما نحتاجه للمحركات الحديثة هو طمس واحد. وأشاروا إلى أن الوقت الطويل اللازم لطمسات متعددة «خلق وضعاً تجاهلت فيه العديد من المنظمات القضية برمتها مما أدى إلى تسرب البيانات وفقدانها.» 

### إزالة المغنطة
إزالة المغنطة هي إزالة أو إنقاص المجال مغناطيسي لقرص أو محرك وذلك باستخدام جهاز يسمى «مزيل المغنطة» تم تصميمه للوسائط التي تم مسحها. وبتطبيقه على الوسائط الممغنطة يمكن أن تؤدي إزالة المغنطة إلى تطهير عنصر وسيط كامل بسرعة وفعالية.
تؤدي إزالة المغنطة غالباً إلى تعطيل الأقراص الصلبة عطلاً دائماً، حيث تمسح التهيئة منخفضة المستوى التي تتم خلال عملية التصنيع في المصنع فقط. مع ذلك يمكن إرجاع المحرك إلى الحالة المصنعية عن طريق صيانته لدى المُصنِّع. وبشكل عام فإنه يمكن تهيئة الأقراص المرنة التي تمت إزالة مغنطتها وإعادة استخدامها مع أجهزة المستهلك القياسية.
في بعض البيئات عالية الأمان قد يحتاج المرء لاستخدام مزيل مغنطة معتمد لهذه المهمة. ففي الدوائر الحكومية والعسكرية الأمريكية على سبيل المثال قد يطالب الشخص باستخدام مزيل مغنطة من «قائمة المنتجات المقيمة» لوكالة الأمن القومي.

### التشفير
بالإمكان أن يخفف  تشفير البيانات قبل تخزينها على الوسيط المخاوف بشأن البيانات المتبقية. إذا كان مفتاح التشفير قوياً ومضبوطاً بعناية (بأن لا يكون هو ذاته عرضة للبيانات المتبقية) فقد يمكنه بكفاءة أن يجعل أي بيانات على الوسيط غير قابلة للاستعادة. حتى إذا كان المفتاح مخزنا على الوسيط فربما يثبت أن الكتابة الفوقية على المفتاح فقط أسهل وأسرع مقارنة بكامل القرص.
ويمكن أن يتم التشفير على أساس ملف تلو الآخر أو على القرص بكامله. يعد هجوم الإقلاع البارد من أحد الطرق القليلة المتاحة لتخريب طريقة تشفير قرص كامل، حيث لا توجد إمكانية لتخزين المفتاح النصي الصريح في القسم الغير مشفر للوسيط.اقرأ قسم "التعقيدات : البيانات في الرام" لمناقشة إضافية.
وربما تقدم غيرها من الهجمات عبر القنوات الجانبية، كاستخدام راصدات مفاتيح معتمدة على العتاد أو الحصول على مذكرة مكتوبة تحتوي مفتاح التشفير، فرصة أكبر للنجاح لكنها لا تعتمد على ضعف طريقة التشفير المستخدمة. ولذلك تعد علاقتها بهذا المقال بسيطة.

### الإتلاف المادي
بشكل عام يعتبر الإتلاف المادي الشامل لوسيط تخزين البيانات بأكمله أكثر طريقة مضمونة لمواجهة البيانات المتبقية. بيد أن هذه الطريقة تستغرق وقتاً طويلا وتعد مرهقة في العادة، فقد يتطلب الإتلاف المادي طرقاً دقيقة للغاية حيث يمكن لقطعة وسيط صغيرة أن تحوي كماً هائلاً من البيانات.
ومن تقنيات الإتلاف الخاصة:
- التكسر المادي للوسائط إلى قطع، بالسحق أو التقطيع وغيرها.
- ترميد النفايات
- التحويل الطوري (كإسالة أو تبخير قرص جامد).
- وضع مادة كيميائية آكلة، كالأحماض، على أسطح التسجيل.
- بالنسبة للوسائط الممغنطة ترفع درجة حرارتها فوق نقطة كوري.
- بالنسبة للعديد من وسائط التخزين الكهربائية المتطايرة والغير متطايرة تشغل على جهد كهربائي عالي جداً مقارنة بمواصفات التشغيل الآمنة. [بحاجة لمصدر]

## التعقيدات

### المناطق المتعذر الوصول لها على الوسائط
من الممكن أن تحوي وسائط التخزين مناطق يتعذر الوصول إليها بالوسائل العادية. على سبيل المثال قد تطور الأقراص الممغنطة " قطاعات تالفة" جديدة بعد انتهاء كتابة البيانات، وتتطلب الأشرطة فجوات بين السجل. تتميز الأقراص الصلبة الحديثة بميزة إعادة التخطيط التلقائي للقطاعات الهامشية أو المسارات ما قد لا يدركه نظام التشغيل. ولهذه المشكلة أهمية خاصة بالنسبة لسواقات الحالة الصلبة (SSDs) التي تعتمد بشكل كبير نسبياً على جداول الكتل التالفة المنقولة. وقد تخفق محاولات مواجهة البيانات المتبقية بالكتابة الفوقية في مثل هذه المواقف، حيث قد يستمر وجود بقايا البيانات في مثل هذه المناطق الضئيلة التي لا يمكن الوصول إليها.

### نظم التخزين المتقدمة
قد تجعل نظم تخزين البيانات ذات الميزات المتطورة عملية الكتابة الفوقيةغير فعالة لاسيما إذا كانت على أساس كل ملف.
تزيد نظم الملفات السجليّة من سلامة البيانات حيث تسجل عمليات الكتابة في مواقع متعددة وتطبق دلالات شبه إجرائية. في مثل هذه الأنظمة قد تتواجد بقايا البيانات في مواقع«خارج» موقع ملف التخزين المحدد.
تنفذ بعض أنظمة الملفات النسخ عند الكتابة أو التحكم المضمن بالمراجعة مع مراعاة ألا تقوم الكتابة لملف بالكتابة الفوقية على بيانات في نفس الموضع.
وقد تتسبب تقنيات كتقنية مصفوفة التعدد للأقراص المستقلة أو تقنية مقاومة التشظي في كتابة بيانات الملف إلى مواقع متعددة، سواء بتصميم (مسامح للأخطاء) أو كبقايا بيانات.
كما يمكن لتوزيع التلف أن يغلب مسح البيانات عن طريق إعادة توزيع الكتل بين الوقت الأصلي الذي تمت الكتابة فيه والوقت الذي تمت الكتابة الفوقية فيه.

### الوسائط البصرية
لا تعد الوسائط البصرية ممغنطة ولا تتأثر بإزالة المغنطة. كما لا يمكن تطهير الوسائط البصرية من نوع «الكتابة مرة» (مثل القرص المضغوط للقراءة فقط CD-R وقرص الفيديو الرقمي للقراءة فقط DVD-R وغيرها) بالكتابة الفوقية. بينما يمكن أن تقبل الوسائط البصرية للقراءة/الكتابة، مثل القرص المضغوط القابل لإعادة الكتابة CD-RW وقرص الفيديو الرقمي القابل لإعادة الكتابة DVD-RW، الكتابة الفوقية. تشمل الطرق الفعالة لتطهير الأقراص الضوئية فصل- كشط طبقة البيانات المعدنية، التكسير، القوس الكهربائي المدمر (كالتعريض لطاقة الميكروويف)، والغمس في مذيبات البولى كربونات (كالأسيتون).

### البيانات على سواقات الحالة الصلبة
كشف بحث 
من مركز التسجيل المغناطيسي والأبحاث التابع لجامعة كاليفورنيا في سان دييغو عدة مشاكل تنطوي على مسح البيانات المخزنة في سواقات الحالة الصلبة (SSDs).
اكتشف الباحثون ثلاث مشاكل لتخزين ملف في سواقات الحالة الصلبة:
أولاً، تعد الأوامر المضمنة ذات فاعلية لكن في بعض الأحيان ينفذها المصنعون بشكل خاطئ. ثانياً، غالباً، وليس دائماً، ما تكون الكتابة الفوقية مرتين لكامل مساحة العنوان الظاهرة لسواقة الحالة الصلبة كافية لتطهير السواقة. ثالثاً، لا توجد أي تقنية من التقنيات الموجودة الموجهة للأقراص الصلبة لتطهير ملفات فردية يمكن عدها ذات فعالية على سواقات الحالة الصلبة.
تختلف سواقات الأقراص الصلبة ذات الأساس الفلاشي عن المحركات الصلبة في كل من طريقة تخزين البيانات والخوارزمية المستخدمة في عملية الإدارة والوصول لتلك البيانات، ويمكن لهذه الاختلافات أن تستغل لاسترداد البيانات التي سبق مسحها. تحتفظ سواقات الأقراص الصلبة بمستوى غير مباشر ما بين العناوين المنطقية التي تستخدمها أنظمة الحاسب للوصول للبيانات وبين العناوين الداخلية المحددة للتخزين المادي. يعزز هذا المستوى من أداء سواقة الأقراص الصلبة وموثوقيتها بإخفاء واجهات شديدة الحساسية وإدارة ذاكرة الفلاش ذات العمر المحدود. لكن بإمكانها أيضاَ أن تنتج نسخاً من البيانات التي يراها المستخدم ويستطيع المهاجم المحترف استعادتها. ولتطهير أقراص كاملة وُجد أن أوامر التطهير المضمنة في عتاد سواقة الأقراص الصلبة فعالة عندما تنفذ بشكل صحيح، كما وُجد أن التقنيات البرمجية فقط لتطهير أقراص بكاملها تعمل معظم، وليس كل، الوقت. وعند الفحص تبين أنه لم يوجد أي برنامج فعال لتطهير ملفات فردية. وهذا يشمل الخوارزميات المعروفة مثل طريقة غوتمان ومعيار الولايات المتحدة DOD_5220.22-M وRCMP TSSIT OPS-II وحذف شناير7 وتأمين حذف سلة المحذوفات في ماك أو إس عشرة.

### البيانات في الرام
تمت ملاحظة وجود البيانات المتبقية في ذاكرة الوصول العشوائي الساكنة (SRAM) والتي تعد في العادة متطايرة (أي أن البيانات تنمسح في حال انقطاع التيار الكهربائي). في الدراسة لوحظ أنه تم الاحتفاظ بالبيانات في بعض الأحيان حتى في درجة حرارة الغرفة.

كما لوحظت البيانات المتبقية أيضاً في ذاكرة الوصول العشوائي الديناميكيةDRAM). تحوي شرائح ذاكرات الوصول العشوائي الديناميكية وحدة مضمنة للتحديث التلقائي، حيث لا تحتاج إلى تزويد بالطاقة فقط لتحتفظ بالبيانات، بل يجب أن تُحدّث دورياً لكيلا تسمح لمحتويات بياناتها بالتلاشي من المكثفات في داراتها المتكاملة. وجدت دراسة بيانات متبقية في ذاكرة الوصول العشوائي الديناميكية التي يتراوح احتفاظها بالبيانات من ثوان إلى دقائق في درجة حرارة الغرفة و«أسبوع كامل بدون تحديث عندما تبرد بالنيتروجين السائل». استطاع معدوا الدراسة استخدام هجوم الإقلاع البارد لاستعادة مفاتيح التشفير لعدد من نظم تشفير كامل القرص الرائجة، بما فيها برنامج مايكروسوفت بايتلوكر وبرنامج أبل فايل فولت وبرنامج لينكس دمكربت وتروكربت. بالرغم من تهالك بعض الذاكرات فقد كانوا قادرة على الاستفادة من الزيادة في طريقة تخزين المفاتيح بعد أن تم توسيعها لاستخدامها بكفاءة، مثل جدولة المفتاح. ووصى المؤلفون بأن يتم إيقاف تشغيل الحواسيب، بدلاً من تركها في حالة «إسبات»، عندما لا يتحكم صاحبها فيها جسدياً. في بعض الحالات، مثل أوضاع معينة لبرنامج بيتلوكر، يوصي المؤلفون باستخدام كلمة سر للإقلاع أو مفتاح على جهاز بناقل متسلسل عام (USB device) قابل للإزالة. كما يمكن أيضاً الحيلولة من البيانات المتبقية في الرام عن طريق تشغيل أداة اختبار الذاكرة، مثل برنامج ممتست86، بغية الكتابة الفوقية لكامل الرام.

## معايير
أستراليا 
- DSD ISM 2010 : دليل الحكومة الأسترالية لأمن المعلومات، نوفمبر 2010.[10]

 كندا 
- شرطة الخيالة الكندية الملكية B2-002: منتجات الكتابة الفوقية والمسح الآمن لوسائط المعلومات، مايو 2009.[11]

- وكالة أمن الاتصالات: مسح ورفع السرية عن أجهزة تخزين البيانات الإلكترونية، يوليو 2006.[12]

 نيوزلندا
- مكتب أمن الاتصالات الحكومية NZISM 2010 : دليل نيوزلندا لأمن المعلومات، ديسمبر 2010.[13]

 الولايات المتحدة 
- نشرة المعهد الوطني للمعايير والتكنولوجيا الخاصة 800-88: مبادئ تطهير الوسائط، سبتمبر 2006.[1]
- DoD 5220.22-M: دليل الأمن الصناعي الوطني لتشغيل البرامج (NISPOM)، فبراير 2006.[14]
  - لم تعد الإصدارات الحالية تحتوي على أي إشارة لطرق تطهير محددة. يترك تحديد معايير التطهير إلى سلطة الأمن الخبيرة.[14]
  - بالرغم من أن نص دليل الأمن الوطني الصناعي لتشغيل البرامج ذاته لم يصف أي طرق محددة للتطهير، إلا أن الطبعات السابقة (1995 و1997)[15] احتوت طرق تطهير صريحة داخل وكالة الأمن والدفاع (DSS) حيث أُدرجت مصفوفات المسح والتطهير بعد القسم 8-306. ولا تزال الوكالة تزود بهذه المصفوفات وتستمر في تحديد الطرق.[4] وبحسب طبعة نوفمبر 2007 للمصفوفة فلم تعد الكتابة الفوقية مقبولة لتطهير الوسائط الممغنطة. حيث يقبل فقط إزالة المغنطة (عن طريق مزيل مغنطة معتمد لدى وكالة الأمن القومي) أو الإتلاف المادي.

- الجيش AR380-19 : أمن نظم المعلومات، فبراير 1998.[16]
- القوات الجوية AFSSI-5020: أمن المتبقيات، أغسطس،1996.[17]
- البحرية NAVSO P5239-26 : أمن المتبقيات، سبتمبر 1993.[18]

## اقرأ أيضاً
- العلوم الجنائية في الحاسب الآلي.
- علم التشفير.
- استعادة البيانات.
- مسح البيانات.
- المخلفات الإلكترونية.
- التشفير.
- تأمين محركات الناقل المتسلسل العام (اليو اس بي).
- مسح الملفات.
- التعرف الجنائي.
- طريقة غواتمان.
- قطاعة الأوراق
- أمن المعلومات الحسية
- نص غير مشفر (نقاش أمني)
- استعادة البيانات المكتوب فوقها في الويكيبيديا الجنائية.
- التطهير (معلومات مصنفة).
- التصفير.

 برمجيات 
- BCWipe
- Darik's Boot and Nuke
- Data Shredder
- HDDerase
- PGP Desktop
- Shred (جزء من حزمة أدوات جنو)

كما توجد العديد من الأدوات لنظم التشغيل المختلف

## وصلات خارجية
- الحذف الآمن للملفات
- طمس الملفات